# Bassin lipsien

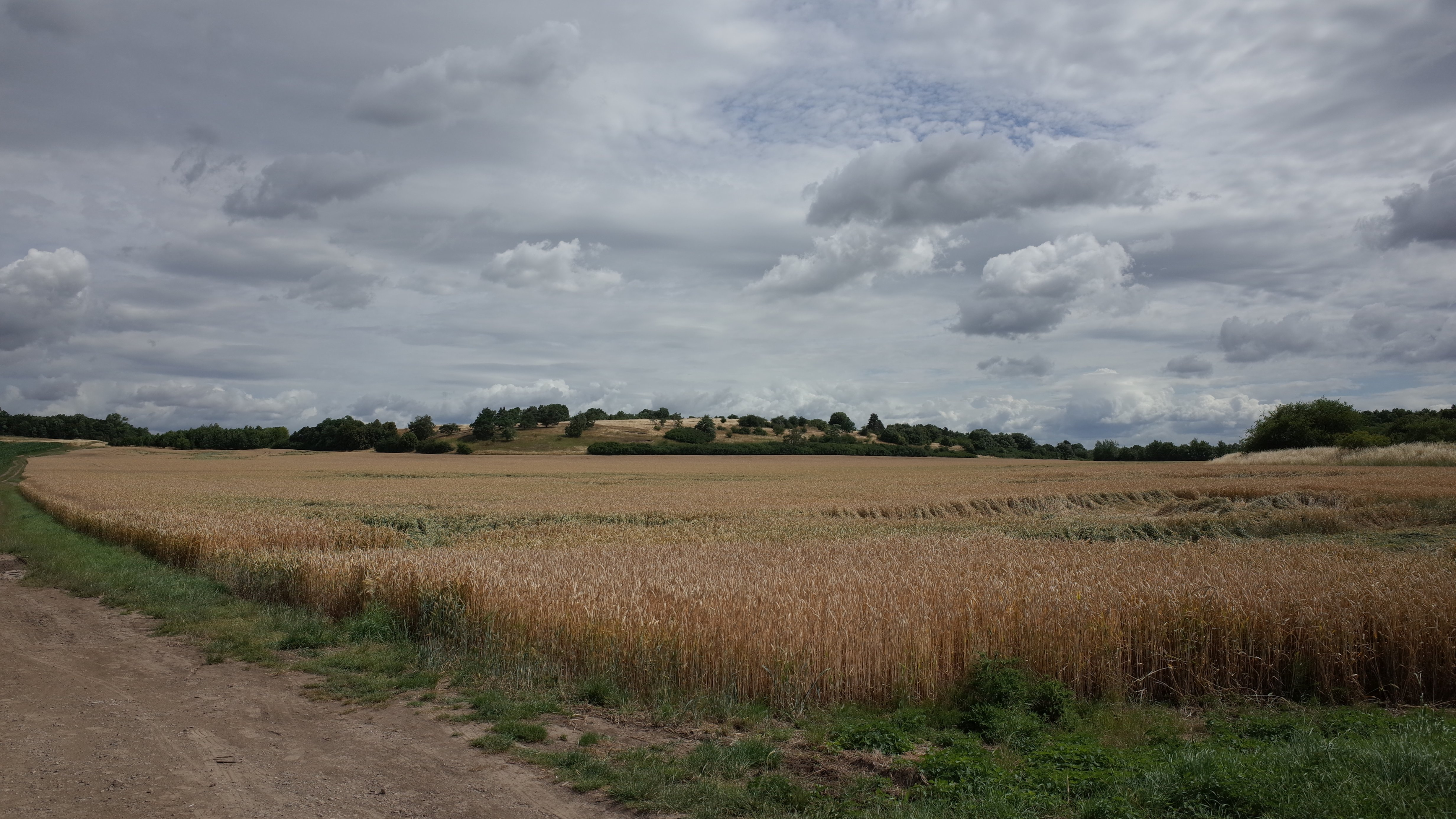
Du côté de Niemberg à Landsberg.

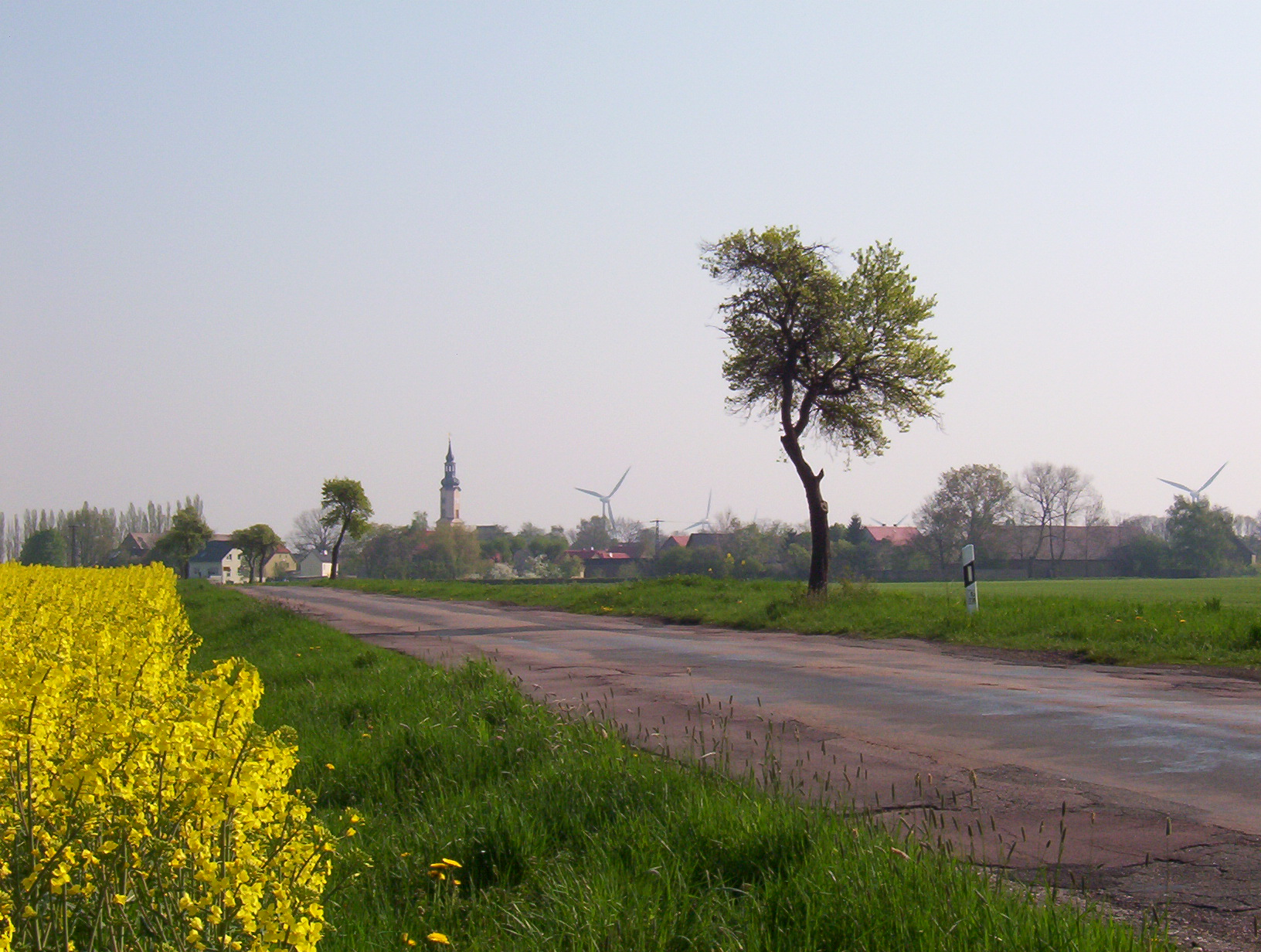
Du côté de Klebzig à Landsberg.

Le bassin lipsien ou plaine lipsienne (Leipziger Tieflandsbucht) ou encore le pays de Leipzig (Leipziger Land) est une région non précisément délimitée qui entoure Leipzig en Allemagne centrale, au nord-ouest de la Saxe et au sud-est de la Saxe-Anhalt.

## Géographie
Au sens large, le bassin lipsien est un paysage morainique situé dans la partie méridionale de la plaine d'Allemagne du Nord. Il est délimité au nord par la lande de Düben, à l'est par l'Elbe, au sud par le piémont métallifère et le collinaire de Saxe centrale et à l'ouest par la Saale. Il recouvre la ville de Leipzig et une partie de l'arrondissement de Leipzig et de l'arrondissement de Saxe du Nord en Saxe ainsi que la ville d'Halle-sur-Saale, l'arrondissement de la Saale voire une partie de l'arrondissement d'Anhalt-Bitterfeld et l'arrondissement du Burgenland en Saxe-Anhalt.
Cette zone était à l'origine très sylvestre et lacustre, sillonnée par de nombreux cours d'eau comme la Saale, l'Elster blanche, la Mulde ou la Pleiße. Au fur et à mesure que la zone s'urbanise, elle est progressivement déboisée et l'extraction du lignite au début du XXe siècle est l'occasion de canaliser et de détourner de nombreux cours et plans d'eau. Cette région lignitifère d'Allemagne centrale est au début du XXIe siècle progressivement reconvertie en région lacustre.
Le bassin n'a que peu de relief ; une exception sont les collines de Hohburg, hautes de 240 mètres. Les sols y sont très fertiles, et continuent donc d'y être massivement cultivés au détriment des bois et forêts assez peu représentés.
Les villes principales en sont Leipzig, Halle-sur-Saale, Delitzsch, Eilenbourg, Mersebourg et Borna.

### Macrogéochore
Le macrochore du pays de Leipzig a un sens plus restreint. Il recouvre 1268,67 km2 dans la partie occidentale de la région naturelle de la campagne lœssique de Saxe. il voisine le bassin minier du Sud-Lipsien au sud-ouest.

## Géologie
Il s'est formé dans le tertiaire. Quand les monts Métallifères et le vogtland se sont soulevés, un bassin s'est formé par un déplacement compensatoire où se sont déposés des débris issus de la météorisation montagneuse. L'accumulation progressive de tourbe riche en matière organique puis d'alluvions sédimentaires produira du lignite, à son tour recouverte de couches de sable et de lœss.